# Rudolf von Alt

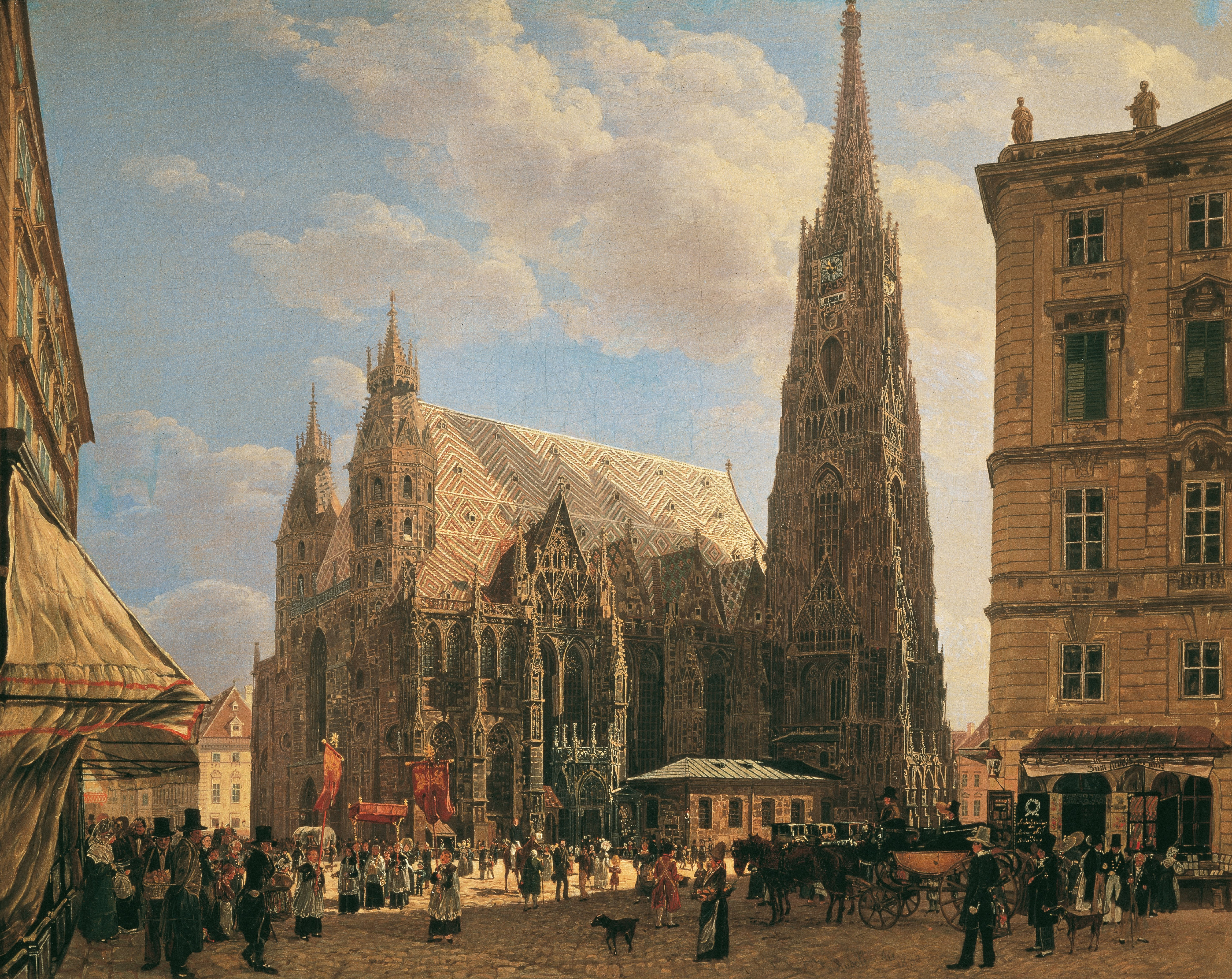
A bécsi Stephansdom, 1832.

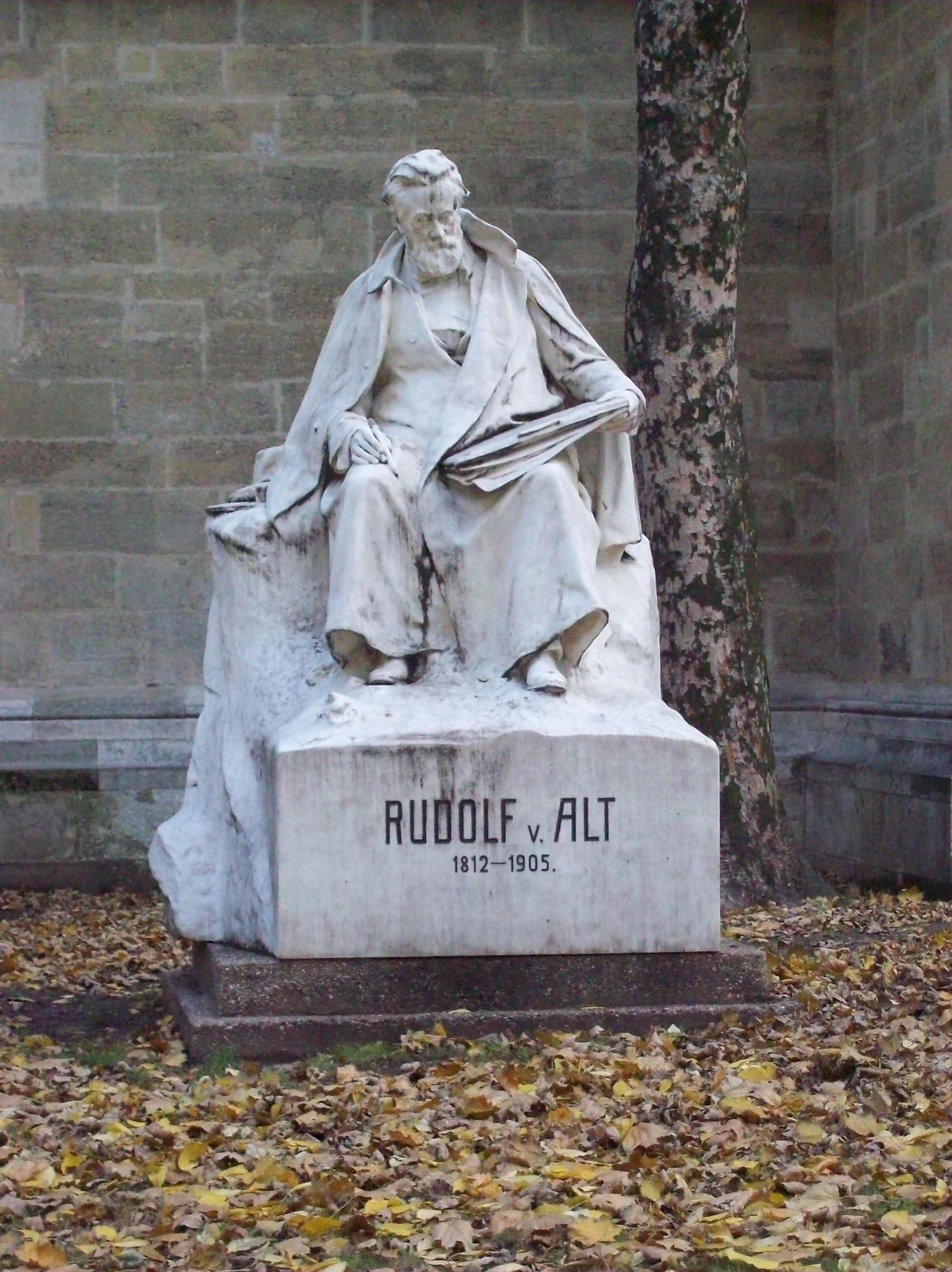
Rudolf von Alt szobra a Minoritenplatzon Bécsben

Rudolf von Alt, Rudolf Ritter von Alt (magyarosan Alt Rudolf) (Alservorstadt [ma Bécs], 1812. augusztus 28. – Bécs, 1905. március 12.) osztrák festőművész, a vedutafestés népszerű képviselője, Jakob Alt fia, Franz Alt testvére.

## Élete
Jakob Alt festőművész és Maria Anna Schaller fiaként született az Alservorstadt 136-os számú házban (ma: Alser Strasse 8). 1825 és 1832 között a bécsi Képzőművészeti Akadémián tanult, 1826-tól Josef Mössmer osztályában. 1835-ben ismerkedett meg I. Lajos bajor királlyal Itáliában. 1841-től 1843-tól a bécsi Hermine Oswald volt a felesége, majd 1846-ban, másodjára a troppaui Berta Malitscheket vette nőül. Az 1840-es évek és az 1880-as évek között többször is járt Magyarországon, számtalan képet készített itt, melyek többnyire Pest-Buda utcáit, épületeit ábrázolják. Egész Európát beutazta, 1863-ban járt Krímben, 1864-ben Németországban, és 1867-ben Olaszországban. 1867-ben a berlini akadémia tagjául választotta, 1879-ben pedig a bécsi akadémia professzora lett. 1874-ben az osztrák kormánytól megbízást kapott, hogy Bécs kiválóbb épületeit fesse meg. Az udvartól elismerésként nemesi rangot kapott. 1841-től a Skodagasse 11-es szám alatt lakott, itt is hunyt el 93 éves korában. Egykori lakóháza falán emléktábla áll.
Munkáiban gyakorta előnyben részesítette a perspektivikus ábrázolást.

## Képtár

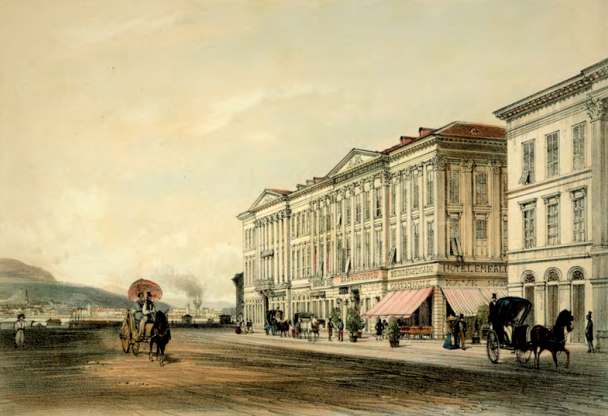
A vendéglő István Főherceghez 1845-ben